# The Tick (série de televisão)
The Tick é uma série de televisão de comédia americana criada por Ben Edlund para a Prime Video, baseado em seu personagem de quadrinhos com o mesmo nome. Seu piloto estreou em 18 de agosto de 2016. Uma "meia temporada", até o sexto episódio, foi lançado em 25 de agosto de 2017, e os outros seis episódios foram lançados em 23 de fevereiro de 2018. Em 17 de janeiro de 2018, a Amazon encomendou uma segunda temporada de dez episódios, que estreou em 5 de abril de 2019.
Em 16 de maio de 2019, a série foi cancelada pela Amazon.

## Premissa
O Tick é um super-herói quase invulnerável em um traje azul que chega em The City para ajudar a combater o crime e descobrir a misteriosa figura atrás do submundo da cidade. Ele faz amizade com um jovem nervoso e gentil, chamado Arthur, que se torna seu companheiro. Eles percebem que um supervilão aparentemente morto há muito tempo chamado "The Terror" ainda pode estar puxando as cordas no submundo da cidade.

## Elenco

### Principal
- Peter Serafinowicz como The Tick
- Griffin Newman como Arthur Everest
- Valorie Curry como Dot Everest
- Brendan Hines como Superian
- Yara Martinez como Miss Lint
- Scott Speiser como Overkill
- Jackie Earle Haley como The Terror

### Recorrente
- Michael Cerveris como Ramses IV
- Bryan Greenberg como Derek
- Alan Tudyk como a voz do Dangerboat
- Townsend Coleman como a voz de Midnight[3]
- Kyle Catlett como Arthur Everest quando criança
- Kahlil Ashanti como Goat

## Produção
Em março de 2016, foi anunciado que a Amazon Video havia encomendado um piloto para um reboot de The Tick com Peter Serafinowicz estrelando The Tick junto com Griffin Newman como Arthur. As coestrelas no piloto seriam Valorie Curry como a irmã de Arthur, Dot e Brendan Hines como o Superian. Em abril de 2016, Jackie Earle Haley foi escalado como The Terror. Em setembro de 2016, a Amazon Prime pagou a série por uma temporada completa de 12 episódios.
Em 17 de janeiro de 2018, a Amazon encomendou uma segunda temporada de 10 episódios, que estreou em 2019.

## Lançamento
O piloto de The Tick estreou na Amazon Video em 18 de agosto de 2016. Os primeiros seis episódios da primeira temporada foram lançados em 25 de agosto de 2017. Os seis episódios restantes da primeira temporada foram lançados em 23 de fevereiro de 2018. A segunda temporada estreou em 4 de abril de 2019 com dez episódios.

## Episódios
| Temporada | Temporada | Episódios | Episódios | Originalmente exibido | Originalmente exibido   |
| Temporada | Temporada | Episódios | Episódios | Estreia da temporada  | Final da temporada      |
| --------- | --------- | --------- | --------- | --------------------- | ----------------------- |
|           | 1         | 12        | 12        | 18 de agosto de 2016  | 23 de fevereiro de 2018 |
|           | 2         | 10        | 10        | 5 de abril de 2019    | 5 de abril de 2019      |

| N.º | Título                                                                        | Dirigido por       | Escrito por                  | Lançamento              |
| --- | ----------------------------------------------------------------------------- | ------------------ | ---------------------------- | ----------------------- |
| 1 | "Pilot"                                                                       | Wally Pfister      | Ben Edlund                   | 18 de agosto de 2016    |
| Em um mundo onde os super-heróis e os supervilões são reais e despretensiosos, Arthur se traumatiza com The Terror, tendo observado suas ações levando à morte de seu pai quando ele era um menino. Enquanto as autoridades e o super-herói Superian acreditam que o The Terror morreu, Arthur rastreia a evidência de uma teoria da conspiração de que ele ainda está vivo. Ele rastreia The Terror para o chefe do crime, Ramses IV e Pyramid Gand, e testemunha a Miss Lint, uma vilã com poderes elétricos e a antiga mão direita do Terror, bem como os capangas de Ramses, obtêm um pacote estranho. Ao espioná-los, Arthur é descoberto por Tick, que tem um grande interesse em seu sentido pela justiça, mas os eventos levam Arthur a ser preso. Sua irmã Dot vem libertá-lo, pedindo-lhe para tomar sua medicação e parar de rastrear esta teoria da conspiração. Na manhã seguinte, Arthur encontra Tick na cama, roubou o pacote (destruindo a instalação em processo), o que revela ser um traje super-herói que Tick quer que Arthur use. Arthur ordena que Tick para saia, e então veste o traje p, assim, ele é atacado por Miss Lint e os capangas. |                                                                               |                    |                              |                         |
| 2 | "Where's My Mind"                                                             | Wally Pfister      | Ben Edlund                   | 25 de agosto de 2017    |
| O Tick chega, joga Arthur por sua janela para salvá-lo, e derrota facilmente a gangue de Miss Lint, no processo, fazendo com que Miss Lint perca a massa. Arthur foge e tenta esconder, mas é encontrado mais tarde pelo Tick. Arthur começa a se perguntar se o Tick é apenas uma invenção de sua imaginação, mas Dot aparece então, como Arthur não havia retornado suas chamadas e assegura a Arthur que ela pode ver o Tick, de quem ela tinha ouvido falar ao combinar alguns homens de Ramses, pêgos na explosão causada por Tick. Ela adverte Arthur para ficar longe do Tick e que ele trabalha no dia seguinte. Miss Lint relata que não conseguiu recuperar o traje para Ramses, que a ameaça de recuperar o traje ou ser morta. Naquela noite, Arthur, ainda vestindo o traje, encontra-se perseguido por vários capangas de Ramses, assim que Overkill chega e brutalmente os assassina a todos. |                                                                               |                    |                              |                         |
| 3 | "Secret / Identity"                                                           | Romeo Tirone       | David Fury                   | 25 de agosto de 2017    |
| Overkill ameaça Arthur, como ele também quer o traje, mas os policiais chegam e ele foge, deixando Arthur sozinho. Arthur finge ser um super-herói para se livrar do crime e retorna ao seu apartamento assim que Miss Lint chega. Ela bate nele e pega o traje, mas também vê um dos cortes de jornais de Arthur relacionados ao Terror e o leva também. Arthur acorda e está quase atrasado para o trabalho, sem saber que Overkill está rastreando ele. Quando Tick tenta dizer-lhe para ignorar seu trabalho, Arthur descobre que Tick só tem memórias desde que se conheceram. Ele convence Tick para procurar a identidade de Overkill enquanto ele trabalha. Enquanto em seu trabalho, Arthur é atacado por Overkill, mas o Tick é resgatado. Os dois lutam, e Overkill joga o Tick pela janela. |                                                                               |                    |                              |                         |
| 4 | "Party Crashers"                                                              | Sheree Folkson     | Joe Piarulli and Luan Thomas | 25 de agosto de 2017    |
| Tick cai no chão, mas fica sem ferimentos. Overkill descobre que Arthur não tem mais o súper traje, mas leva seu arquivo do The Terror, impressionado com a qualidade da pesquisa de Arthur. Dot lembra a Arthur que hoje é a festa de aniversário do seu pai, e ele relutantemente atende. Tick vai à festa. Miss Lint descobre que o traje fica preso em Arthur, fazendo dele o único que pode usá-lo. Ela chega à festa e obriga Arthur a vestir o traje. Ele faz isso, e os dois lutam, que termina com Arthur voando pela janela. |                                                                               |                    |                              |                         |
| 5 | "Fear of Flying"                                                              | Lev L. Spiro       | Susan Hurwitz Arneson        | 25 de agosto de 2017    |
| Os controles automáticos do traje fazem Arthur começar a voar incontrolavelmente pela cidade. Arthur consegue chamar Dot e ela e o Tick o ajudam, pois ele encontra uma maneira de ganhar o controle do traje e desce em terra firme. Assim que Tick e Dot chegam, Overkill também aparece, exigindo que Arthur entregue o traje, mas o Tick o defende. Ramses e a gangue da pirâmide, que acompanharam o traje, apareceram, e um tiroteio começou, mas o excesso de inimigos foram derrotam facilmente pelo Tick. Overktra leva Ramses inconsciente à seu esconderijo. Arthur, Dot, Tick e Overkill concordam em trabalhar juntos para descobrir o segredo por trás do traje e descobrem que foi criado para lutar contra um alienígena, especificamente o Superian, o primeiro super-herói. Quando eles descobrem, Ramses quer isso, eles deduziram que Arthur estava realmente correto, que Ramses está trabalhando para Terror, muito vivo, que aparece no apartamento de Miss Lint. |                                                                               |                    |                              |                         |
| 6 | "Rising"                                                                      | Romeo Tirone       | Jose Molina                  | 25 de agosto de 2017    |
| Enquanto Overkill quer matar Ramses, Arthur insiste que o deixem na AEGIS, a agência que supervisiona super-heróis e supervilões, mas o escritório estava fechado. Ele e Tick são atacados pela Pyramid Gang para resgatar Ramses, e enquanto eles não são feridos, seu ataque envia um ônibus sobre a borda de uma ponte. O Tick e Arthur resgatam com êxito todos os passageiros diante de numerosas testemunhas oculares, tornando-os heróis para a cidade. Enquanto isso, The Terror explica a Lint como ele precisava fingir sua morte para incentivar a Miss Lint a tomar suas próprias ações. Inspirado por suas palavras, ela vai e mata Ramses. Naquela noite, quando Tick e Arthur celebram sua conquista, Arthur é sequestrado por um assaltante não visto. Enquanto o Tick descobre que Arthur está desaparecido, Arthur desperta em um quarto escuro, onde é abordado pelo Terror. |                                                                               |                    |                              |                         |
| 7 | "Tale from the Crypt"                                                         | Thor Freudenthal   | David Fury                   | 23 de fevereiro de 2018 |
| O Tick procura por Arthur, assim como Dot. Dot chega ao apartamento de Arthur, onde ela encontra Overkill. O tique chega e os três lançam um plano para resgatar Arthur do covil do Terror. No covil do Terror, Arthur descobre que sua cela fica ao lado da cela do Dr. Karamazov, o homem que projetou o traje de Arthur. A Sra. Lint fornece a Arthur seu traje e um meio de escapar. Isso, no entanto, é uma armação de de Lint e do Terror. Arthur resgata Karamazov, que foi encolhido e tem apenas metade do tamanho de Arthur. Os dois escapam, mas Karamazov acerta Arthur na virilha e foge. Tick e Overkill invadem o covil do Terror, mas ele e Lint escapam e bombardeiam o covil. |                                                                               |                    |                              |                         |
| 8 | "After Midnight"                                                              | Kate Dennis        | Ben Edlund                   | 23 de fevereiro de 2018 |
| Com a localização do Terror agora desconhecida, Arthur decide ir em frente com Tick para evitar o perigo, alistando Tinfoil Kevin, o morador de rua que mora fora do apartamento de Arthur, para vigiar o apartamento. Arthur e Tick querem informar a conspiração do Terror ao Superian para matá-lo, enquanto Dot começa a praticar a mira de uma arma, e Lint assume o controle da Gangue da Pirâmide. Arthur e Tick vão a um evento de autógrafos de Midnight, um cão falante e ex-membro da Flag Five, um grupo de super-heróis que Arthur idolatrava e o Terror matava, a fim de dar a Superian sua mensagem. Arthur deduz que Overkill é na verdade um ex-membro dos Cinco da Bandeira, que sobreviveu ao ataque do Terror. Overkill confronta Midnight, mas Midnight recusa acreditar que o Terror está vivo, e os dois brigam. Enquanto isso, um carro estranho segue Arthur. |                                                                               |                    |                              |                         |
| 9 | "My Dinner with Android"                                                      | Kate Dennis        | Ben Edlund                   | 23 de fevereiro de 2018 |
| O Terror assume o controle da Brown Tingle Cola, uma empresa de refrigerantes que ele fundou, usando seu escritório como sua nova sede. Arthur e o Tick são abordados por dois diplomatas (uma mulher e um robô) do país natal de Karamazov, que estão à procura de Karamazov, enquanto o Terror deixa uma dica para a embaixada que Karamazov desertou do país. Dot liga-se a Overkill, que a ensina a atirar. Arthur e Tick buscam por Karamazov, já que ele é seu único elo com a arma para matar Superian. Eles o encontram, mas seu corpo encolheu ainda mais, mas tem uma cabeça de tamanho normal. A diplomata perseguiu Arthur, explodindo o carrinho de bebê que ela acredita conter o Karamazov, mas depois de sua partida, o carrinho foi revelado para conter um peru congelado dado a Arthur por Kevin. Enquanto isso, o Terror coloca seu plano em movimento, revelando que o VLM, um homem tão alto quanto um arranha-céu que foi monitorado pelos militares e pelo Superian, é uma parte crucial deste plano, com o VLM revelou ser o homem que encontrou os dentes do Terror quando Superian 'matou' ele. Arthur e Tick levam Karamazov para o "escritório" de Kevin em uma cabeça de robô antiga para cuidar de sua saúde. Arthur e Tick voltam para o apartamento de Arthur para encontrar o Superian delirante, que desmaia. |                                                                               |                    |                              |                         |
| 10 | "Risky Bismuth"                                                               | Rosemary Rodriguez | Ben Edlund                   | 23 de fevereiro de 2018 |
| Karamazov, agora em um traje robótico formado por Kevin, conta a Arthur e assinala sua história. Ele descobriu um suprimento de "grande bismuto" nas montanhas de seu próprio país, que ele usou para criar um raio de crescimento. Ele testou, com Superian no atendimento, mas não funcionou e encolheu Karamazov. O governo de Karamazov apreendeu suas armas para lutar contra o Superian, mas o Terror descobriu as armas deles. Karamazov revela que seu esconderijo de armas e seu suprimento do grande bismuto foi destruído pelo Tick (como visto no piloto). Karamazov revela ainda que o grande bismuto é responsável pela doença de Super-Herói e pelo crescimento do VLM, e que o Terror planeja usar o grande bismuto dentro do VLM para matar o Superian. Enquanto isso, Dot fica sabendo de uma missão da Pyramid Gang, e ela e Overkill vão pará-lo. Overkill desafia Lint, que o subjuga a gás. Dot desliga a energia do prédio, mas Lint usa seus poderes elétricos para restaurar a energia, que envia um raio, atingindo o VLM, fazendo com que ele se mude para a cidade. Karamazov revela que este é o começo da última parte do plano do Terror. |                                                                               |                    |                              |                         |
| 11 | "The Beginning of the End"                                                    | Romeo Tirone       | Ben Edlund                   | 23 de fevereiro de 2018 |
| À medida que o VLM se aproxima da cidade, Karamazov esclarece a Arthur que o plano do Terror é usar o grande bismuto no VLM como uma explosão, que matará Superian, já que o grande bismuto é sua fraqueza. Ele revela a Arthur que seu traje funciona como o "detonador". Karamazov altera o catalisador, desabilitando a detonação remota do Terror. Karamazov também altera o catalisador para que a detonação encolha o VLM até o tamanho normal, mas diz ao grupo que há apenas 20% de chance de sucesso. Lint confronta Overkill, e a conversa deles revela uma relação passada entre os dois, revelando também que Lint usou Overkill para permitir que o Terror matasse a Bandeira Cinco. Eles compartilham um momento, com Lint se oferecendo para ajudar Overkill, revelando a localização do Terror para ele. No entanto, Overkill declina, não confiando nela. Dot ativa o sistema de sprinklers e resgata Overkill. Arthur e Tick chegam ao bloqueio militar, onde eles tem uma conversa antes de se prepararem para parar o VLM. |                                                                               |                    |                              |                         |
| 12 | "The End of the Beginning (Of the Start of the Dawn of the Age of Superhero)" | Thor Freudenthal   | Ben Edlund                   | 23 de fevereiro de 2018 |
| Arthur se prepara para ativar o catalisador, mas fica atordoado com o súbito aparecimento de Superian. O catalisador funciona, encolhendo o VLM, com Superian sobrevivendo. Seu plano frustrado, o Terror decide atacar a cerimônia memorial da Bandeira Cinco, que a mãe de Arthur e o padrasto estão frequentando. Arthur e o carrapato interceptam o terror no memorial. Tick ataca a nave do Terror enquanto Arthur despacha seus capangas. O Tick ataca a nave, levando o Terror a tentar abandoná-la, mas Lint leva a cápsula de fuga antes que ele possa. A navie cai e Arthur confronta o Terror. O Terror se prepara para matar Arthur, mas Superian chega, subjugando o Terror com seu poder de geada. Arthur e Dot se reúnem com sua família, enquanto Superian é saudado pelo público por parar o Terror. Overkill lamenta que ele não foi o único a parar o Terror, mas Dot diz a ele que ele provavelmente escapará; Overkill agradece Dot por fazer com que ele se sinta melhor. Arthur e Tick conversam com Midnight, que diz aos dois para pisarem com cuidado aos olhos do público, e que "o Big Brother está observando", mas deixa antes que Arthur possa aprender o que Midnight significa. Enquanto Arthur e Tick se afastam, um drone AEGIS é visto atrás do par, antes de voar e se reagrupar com vários outros.         |                                                                               |                    |                              |                         |

## Recepção
O Rotten Tomatoes relatou uma classificação de aprovação de 92% com uma classificação média de 7.3 / 10 com base em 37 avaliações. O consenso crítico do site diz: "Os personagens agradáveis adicionam realismo e coração ao humor e à ação de alta octanagem que alimentam The Tick." O Metacritic, que usa uma média ponderada, atribuiu uma pontuação de 72 de 100, com base em críticas de 23 críticas, indicando "revisões geralmente favoráveis".
Rick Austin, da Fortress of Solitude, deu ao show uma pontuação de 4/5 e sentiu que a série conseguiu reparar várias das falhas que viu no episódio piloto. Ele concluiu: "Com tão poucas boas comédias de super-heróis lá fora, essa é exatamente a de que o mundo precisa."